# Mimosa gratissima
Mimosa gratissima är en ärtväxtart som beskrevs av Larranaga. Mimosa gratissima ingår i släktet mimosor, och familjen ärtväxter. Inga underarter finns listade i Catalogue of Life.